# おなじ星
「おなじ星」（おなじほし）は、Jungle Smileの楽曲で、5枚目のシングル。Jungle Smileのシングルで最も高い売上を記録。

## 収録曲
1. おなじ星
作詞:高木郁乃
作曲・編曲:吉田ゐさお
  - フジテレビ系アニメ『DTエイトロン』エンディングテーマ、「名古屋NSCカレッジ」CMソング。本作では、吉田がコントラバスを演奏している。
  - 1998年8月1日放送の『ポップジャム』（NHK）で披露された。
2. 同級生
作詞:高木郁乃
作曲・編曲:吉田ゐさお
3. おなじ星 (お稽古用)

## 収録アルバム
- 『林檎のためいき』（#1、#2）
- 『夏色シネマ』（#1、リミックスバージョン）
- 『ジャンスマポップ 〜シングル集〜』（#1,#2）

## カバー
| アーティスト | 収録作品                                   | 発売日        | 備考                                      |
| おなじ星     | おなじ星                                   | おなじ星      | おなじ星                                  |
| ------------ | ------------------------------------------ | ------------- | ----------------------------------------- |
| 乙葉         | 『OtohaCD Volume1』                        | 2002年5月22日 |                                           |
| 燐舞曲       | 『D4DJ Groovy Mix カバートラックス vol.3』 | 2022年1月26日 | ゲーム『D4DJ Groovy Mix』のカバーアルバム |

### ユニットメンバー
1. ↑  青柳椿（加藤里保菜）、月見山渚（大塚紗英）、矢野緋彩（もものはるな）、三宅葵依（つんこ）